# Emma Taylor-Isherwood
Pour joueuse canadienne de rugby, voir Emma Taylor.
Emma-Rose Taylor-Isherwood (né le 27 avril 1987 à Toronto, Ontario, au Canada) est une actrice canadienne.

## Filmographie
| Film                              | Film                                                     | Film                            | Film                                                   |
| Année                             | Film                                                     | Rôle                            | Notes                                                  |
| --------------------------------- | -------------------------------------------------------- | ------------------------------- | ------------------------------------------------------ |
| 1999                              | Who Gets the House?                                      | Heidi Reece                     | Comme Emma Isherwood                                   |
| 2000                              | Ultimate G's                                             | Young Laura                     | 3D-IMAX                                                |
| 2001                              | Nœuds et dénouements                                     | Young Agnis Hamm-âge 12         |                                                        |
| 2001                              | Atlantide, l'empire perdu                                | Voix additionnelles (voix)      |                                                        |
| Film Made pour la Télévision      |                                                          |                                 |                                                        |
| Année                             | Titre                                                    | Rôle                            | Notes                                                  |
| 1997                              | Shadow of the Bear                                       | L'apparance hôte                |                                                        |
| 1999                              | Revenge of the Land                                      | Hilda Hawke                     |                                                        |
| 1999                              | Mary Cassatt: An American Impressionist                  | Elsie Cassatt                   | Comme Emma Isherwood                                   |
| 2006                              | A Dad for Christmas                                      | Megan Eubanks                   |                                                        |
| 2007                              | All the Good Ones Are Married                            | Madison Gold                    |                                                        |
| Télévision                        |                                                          |                                 |                                                        |
| Année                             | Titre                                                    | Rôle                            | Notes                                                  |
| 1996                              | Teddy Bear Rescue                                        | Tara (voix)                     |                                                        |
| 1999–2000                         | Fais-moi peur !                                          | Julie/Shelley                   | Julie (en 2000)/Shelley (comme Emma Isherwood en 1999) |
| 1999–2003                         | Mona le vampire                                          | Mona Parker (Le vampire) (voix) | Même Rôle, 65 épisodes                                 |
| 1999–2001                         | The Kids from Room 402 (en)                              | Penny Grant (voix)              | Même Rôle, 30 épisodes                                 |
| 2000                              | Upstairs, Downstairs Bears                               | Polly Bumble (voix)             |                                                        |
| 2002–2004                         | Miffy                                                    | Miffy (voix)                    |                                                        |
| 2002–2006                         | Les Secrets de Blake Holsey                              | Josie Trent (en)                | Même rôle, 42 épisodes                                 |
| 2003–2006                         | The Secret World of Benjamin Bear (en)                   | Holly (voix)                    |                                                        |
| 2004                              | Just Jamie                                               | Rita (voix)                     |                                                        |
| 2009–présent                      | Les Mystères d'Alfred (The Mysteries of Alfred Hedgehog) | Camille (voix)                  |                                                        |
| L'apparence hôte de la Télévision |                                                          |                                 |                                                        |
| Année                             | Titre                                                    | Rôle                            | Notes                                                  |
| 2001                              | L'Histoire sans fin                                      | Olano                           | 3 épisodes                                             |
| 2002                              | Galidor (en)                                             | Rom                             |                                                        |
| 2007                              | The Morning Show with Mike and Juliet (en)               | Elle-même                       |                                                        |
| 2009                              | Objection!                                               | Kelly                           |                                                        |